# Дэйли, Тревор
Тревор Дэйли (англ. Trevor Daley; 9 октября 1983) — бывший профессиональный канадский хоккеист, выступавший на позиции защитника. Двукратный обладатель Кубка Стэнли в составе «Питтсбург Пингвинз». Завершил карьеру игрока после сезона 2019/20.

## Награды и достижения
- Обладатель Кубка Стэнли (2016, 2017);
- 23 декабря 2018 провёл свой 1000-й матч в регулярных чемпионатах НХЛ.[2]

## Статистика

### Международная карьера
| Год   | Сборная | Турнир | Место |   | И | Г | П | О  | ШМ |
| 2006  | Канада  | ЧМ     | 4     | 7 | 0 | 1 | 1 | 10 |    |
| Всего | Всего   | Всего  | Всего | 7 | 0 | 1 | 1 | 10 |    |